# Wolfgang R. Habbel
Wolfgang R. Habbel (* 24. März 1924 in Dillenburg; †  28. November 2014 in Ingolstadt) war ein deutscher Manager und Vorstandsvorsitzender der Audi AG sowie Vorstandsmitglied der Volkswagenwerk AG.

## Leben
Das Abitur legte er 1942 in Koblenz ab. Anschließend wurde er zum Kriegsdienst einberufen. Nach Rückkehr aus der Kriegsgefangenschaft studierte er Rechtswissenschaften und schloss mit dem 1. Staatsexamen ab. 1950 trat er als Assistent der Geschäftsführung in die 1949 in Ingolstadt neu gegründete Auto Union GmbH ein.
In den ersten Jahren seiner Tätigkeit bei der Auto Union GmbH in Ingolstadt und Düsseldorf wirkte er vor allem im Personal- und Sozialbereich. Eine Zeitlang leitete er die damals beginnenden Export-Aufgaben für DKW-Motorräder, vorübergehend übernahm er auch leitende Aufgaben im Organisationsbereich. Daneben arbeitete er an seiner juristischen Doktorarbeit und absolvierte 1955 ein halbjähriges sozial- und personalpolitisches Fulbright-Studium an Hochschulen in Vermont, Wisconsin und New York (alle USA). 1957 promovierte er an der Universität zu Köln bei Hans Carl Nipperdey zum Dr. iur.
1959 wechselte H. zu den Ford-Werken in Köln und übernahm dort die Leitung der Abteilung "Personalpolitische Grundsatzfragen". Nach verschiedenen anderen Aufgaben im Personalbereich bei Ford und zwei Jahren bei Böhringer Ingelheim als Geschäftsführender Gesellschafter wechselte er 1971 zur Audi NSU Auto Union AG nach Ingolstadt. Seine Berufung zum Vorstandsmitglied für das Ressort Personal- und Sozialwesen erfolgte am 18. Oktober 1971. Ab 1. Januar 1979 war er Vorstandsvorsitzender. In seiner Amtszeit als Vorsitzender des Vorstandes der Audi NSU Auto Union AG (seit 1985 als Audi AG firmierend) fielen wichtige Weichenstellungen hinsichtlich der technisch-innovativen Entwicklung des Unternehmens wie auch hinsichtlich der Höherpositionierung der Audi-Produktpalette. Zum 1. Januar 1988 trat er in den Ruhestand und gab den Posten des Vorstandsvorsitzenden an Ferdinand Piëch ab. Von 1988 bis 1993 war Habbel Mitglied des Aufsichtsrates der Audi AG. Wolfgang R. Habbel hielt darüber hinaus zahlreiche weitere Aufsichtsratsmandate und wurde für seine Leistungen vielfach geehrt. So wurde er unter anderem 1982 mit dem Bayerischen Verdienstorden, 1984 mit der Staatsmedaille für besondere Verdienste um die bayerische Wirtschaft und 1987 mit dem Bundesverdienstkreuz 1. Klasse ausgezeichnet. 1984 wählte das Industriemagazin Wolfgang R. Habbel zum "Manager des Jahres".
| Personendaten    | Personendaten                                       |
| ---------------- | --------------------------------------------------- |
| NAME             | Habbel, Wolfgang R.                                 |
| KURZBESCHREIBUNG | deutscher Manager und Vorstandsmitglied der Audi AG |
| GEBURTSDATUM     | 24. März 1924                                       |
| GEBURTSORT       | Dillenburg                                          |
| STERBEDATUM      | 28. November 2014                                   |
| STERBEORT        | Ingolstadt                                          |